# Montrichardia arborescens
Espèce
Synonymes
Selon GBIF (26 avril 2022)
- Arum aculeatum (G.Mey.) Steud.
- Arum arborescens L. - Basionyme
- Caladium aculeatum G.Mey.
- Caladium arborescens (L.) Vent
- Caladium arboreum Kunth
- Montrichardia aculeata Schott
- Montrichardia aculeatum (G.Mey.) Crueg
- Montrichardia arborea (Kunth) Schott
- Montrichardia arborescens var. aculeata (G.Mey.) Engl.

- Montrichardia fendleri Schott
- Montrichardia splitgerberi Schott
- Philodendron arborescens (L.) Kunth
- Philodendron arboreum (Kunth) Kunth
- Pleurospa reticulata Raf.

Montrichardia arborescens est une espèce de plantes à fleurs de la famille des Araceae d'origine néotropicale.
Il est connu en Guyane sous les noms de Moucou moucou (Créole), Arum du pays (Français, désuet), Mukumuku (Wayãpi), Ten tinivui (Palikur), Aninga (Portugais), et aux Antilles Malanga-gratter.
Ailleurs, on l'appelle  Mokko-mokko ou Moko-moko au Suriname, Aninga-uba, Aninga, Imbe da praia au Brésil, Aninga, Arracacho, Chupaya en Colombie, Boroboro, Bayo, Radis, Mono-moco, Mucumucu au Venezuela, Fruta del diablo au Paraguay, Guembé tayá en Argentine et Guacamay au Salvador, Yautia Madera à Porto Rico.

## Description
Montrichardia arborescens est une plante herbacée, rhizomateuse, robuste (parfois réduite dans toutes ses parties), à grandes tiges spongieuses souvent armés d'aiguillons charnus recourbés, haute de 1 à 3 m.
Les entre-nœuds sont assez courts dans la partie supérieure (1 cm de long pour 1,5-2 cm de diamètre), et souvent beaucoup plus épais à la base.
Les feuilles sont simples, alternes, de forme sagittée ou hastée (voire trilobée), cuspidulée à l'apex.
Le limbe est coriace, vert brillant plus foncé dessus, long de 14-32 cm pour 8-22 cm de large.
La nervure médiane est proéminente longue de 8 à 20 cm, portant 3 ou 4(-8) paires nervures latérales de part et d'autre (au lieu de 9-11 paires chez Montrichardia linifera).
Le pétiole est vert, long de 14-32 cm, à coupe transversale en forme de D, avec une gaine longue de 11-27 cm.
L'inflorescence unique (parfois double) naît à l'aisselle des feuilles, est portée par un pédoncule robuste, vert, rond, long de (1,5-)2-9 cm.
Le spathe, long de 10-13(-15) cm pour 4-9,5 cm de large lorsqu'elle est déployée, avec un acumen long de 1 cm, est extérieurement de couleur jaune verdâtre dans la partie supérieure, verte dans sa partie inférieure, parfois teintée de rose violacé.
À l'intérieur, il est de couleur blanc jaunâtre dans la partie supérieure, et rouge dans la partie inférieure.
Le spadice, de couleur blanc à jaune blanchâtre, est long de 9-12 cm.
Sa partie femelle est longue de 2 cm pour 1 cm de diamètre.
Sa partie mâle est longue de 7-9 cm pour 1,5 cm de diamètre.
Les fleurs mâles sont composées de 4 à 7 étamines longues de 4 mm pour 2 mm de large.
Le pistil est long de 3,6 mm pour 2,7 mm de diamètre, contient un ovule long de 0,5 mm.
Le spadice fructifère est composé uniquement de la partie femelle, long de 10-13 cm pour 7-9 cm de diamètre.
Chaque fruit de l'infrutescence est long de 3 cm pour 2,5 cm de diamètre, et renferme 1 grosse graine, longue de 2,4 cm pour 2,2 cm de diamètre, devenant vert noir à maturité,,.

## Galerie

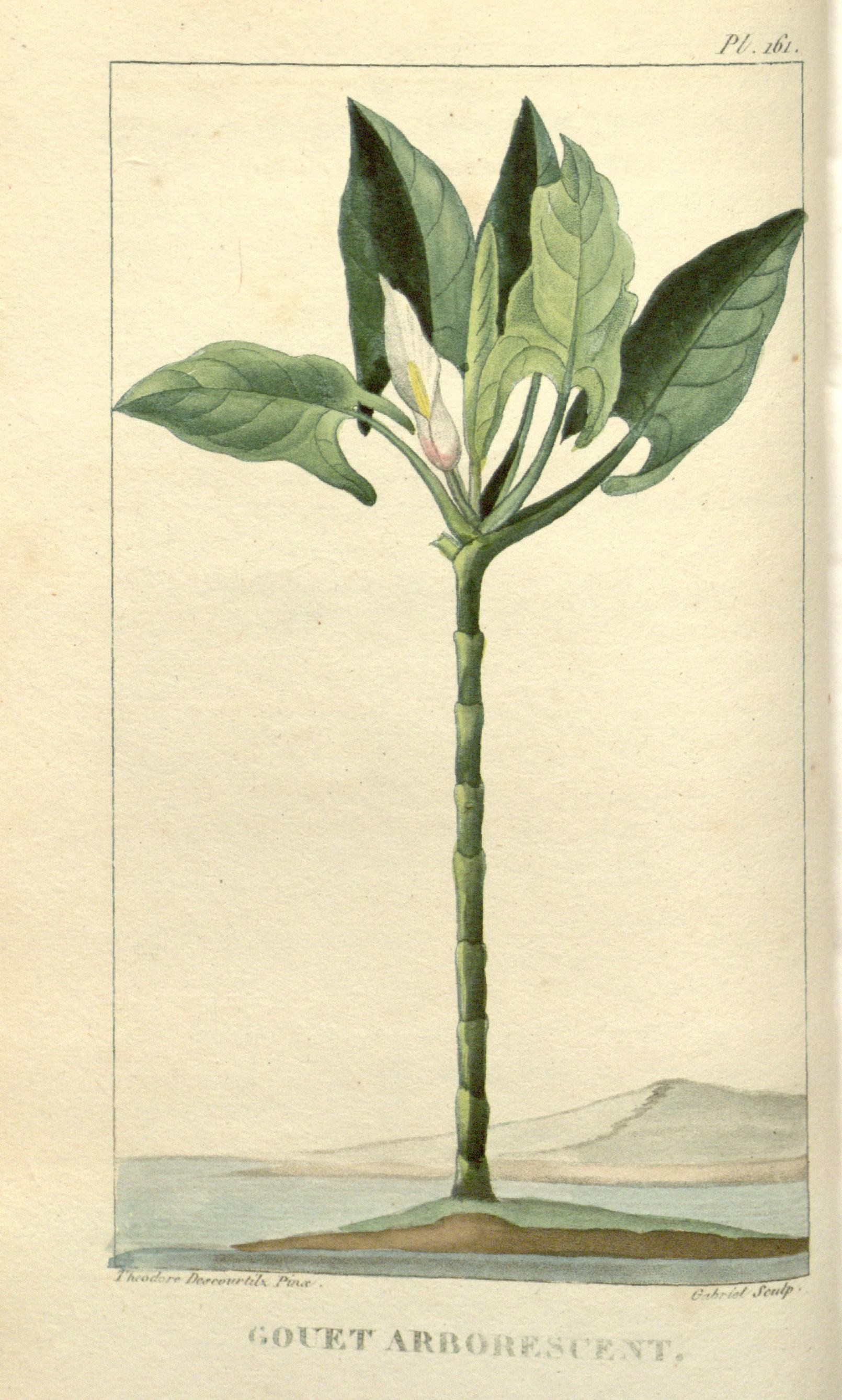
Planche de Montrichardia arborescens dans la « Flore médicale des Antilles » (1827)
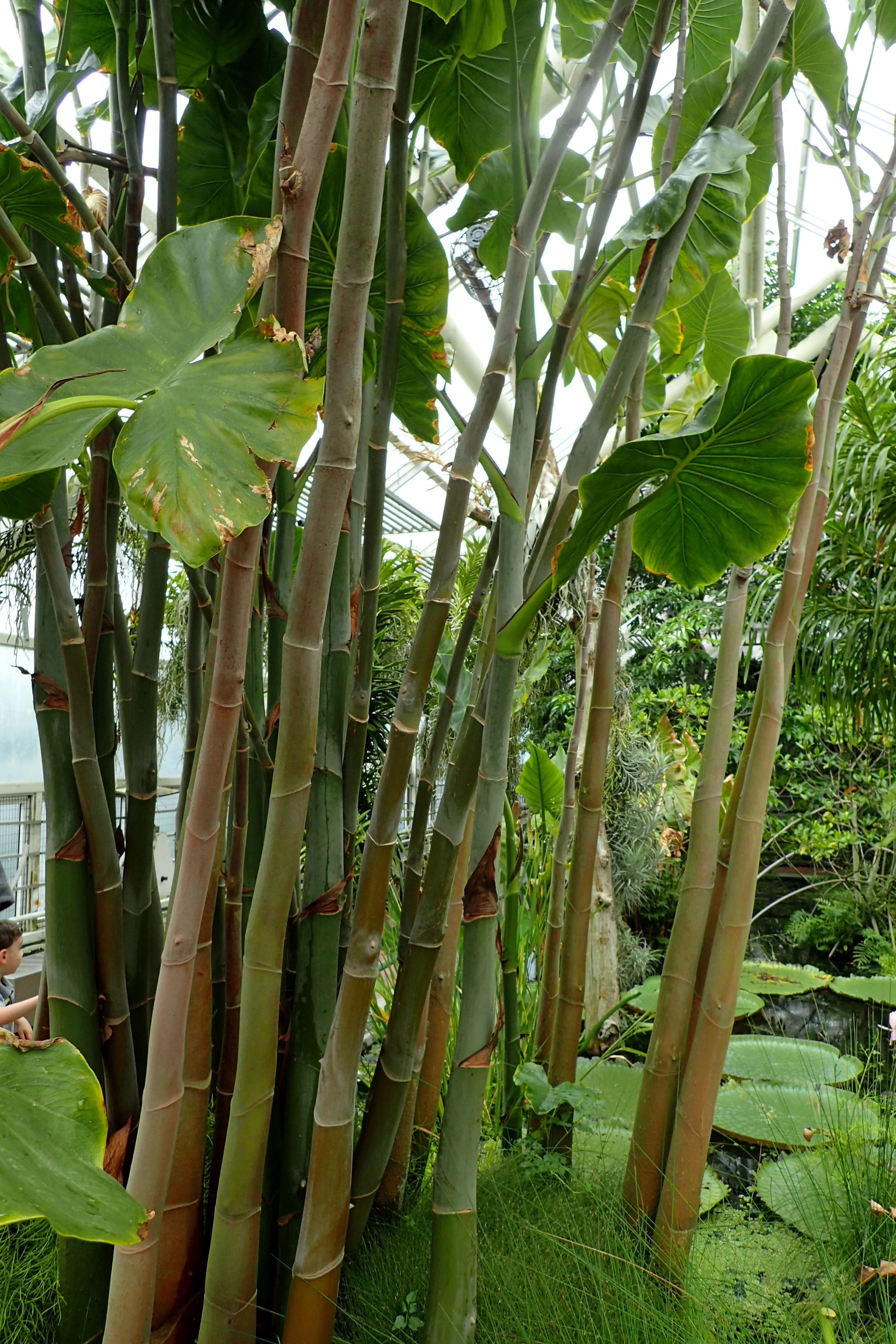
Montrichardia arborescens cultivés au jardin botanique de Brooklyn
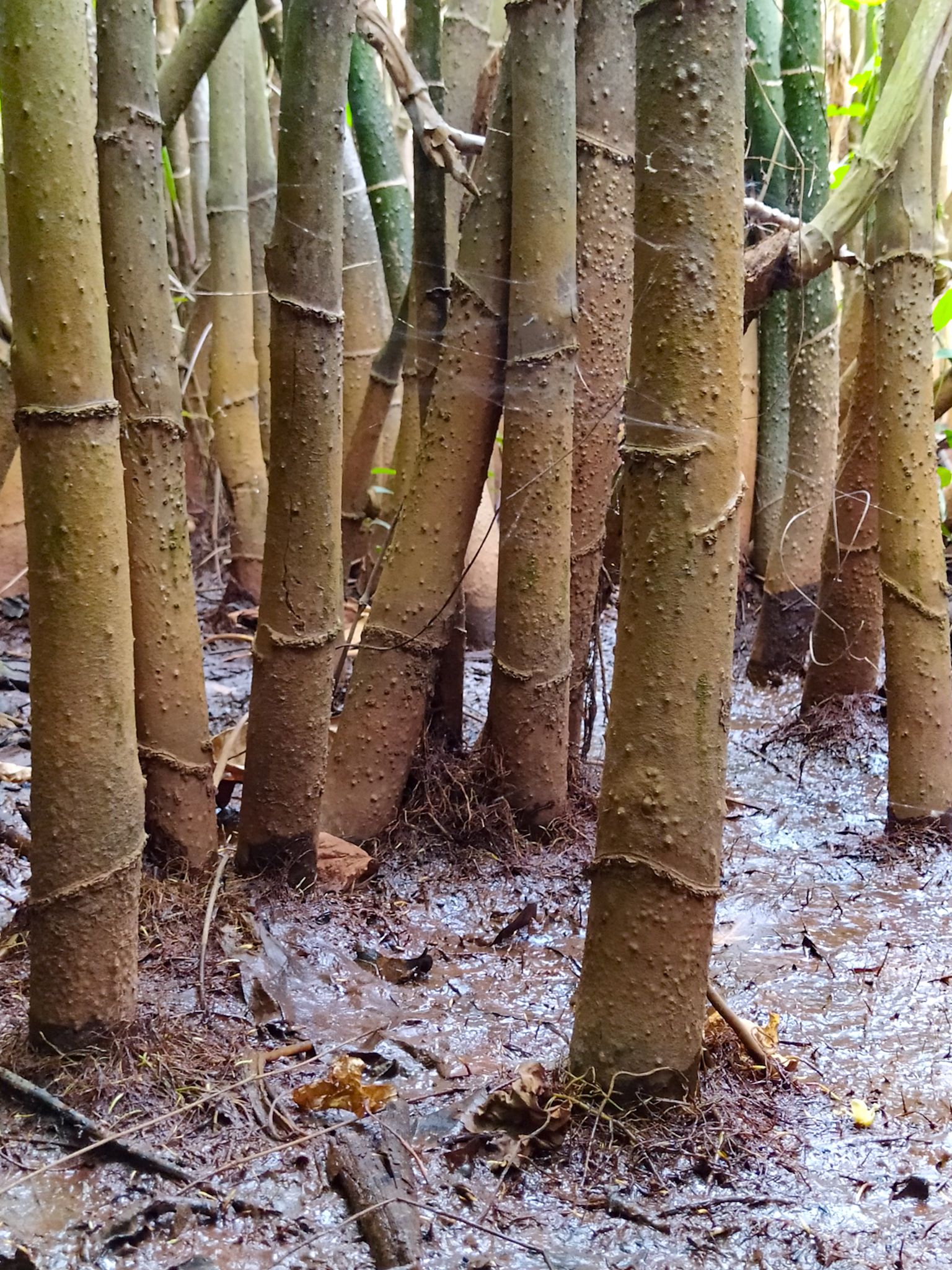
Pieds d'une population de Montrichardia arborescens en Guadeloupe
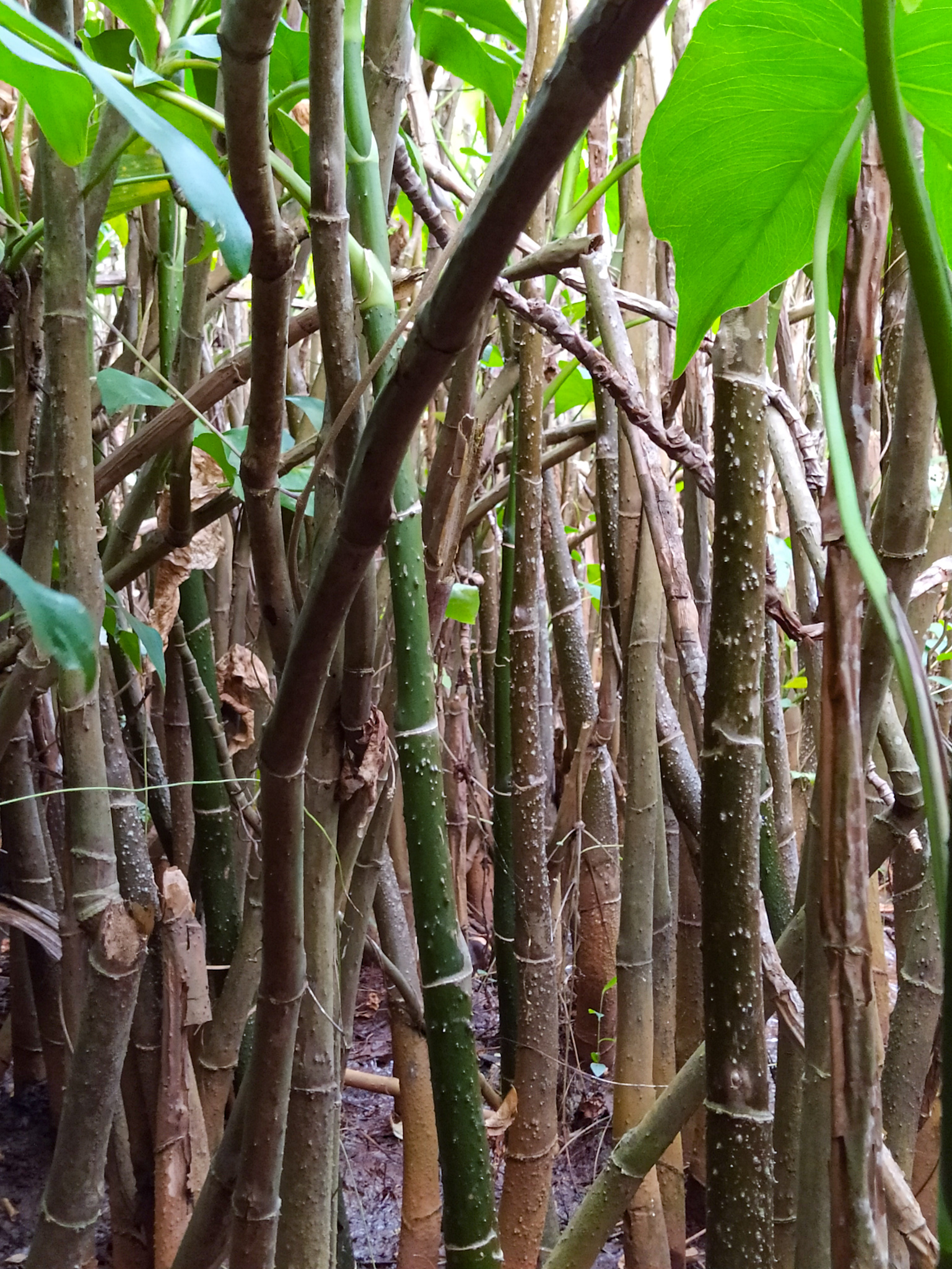
Pieds d'une population de Montrichardia arborescens
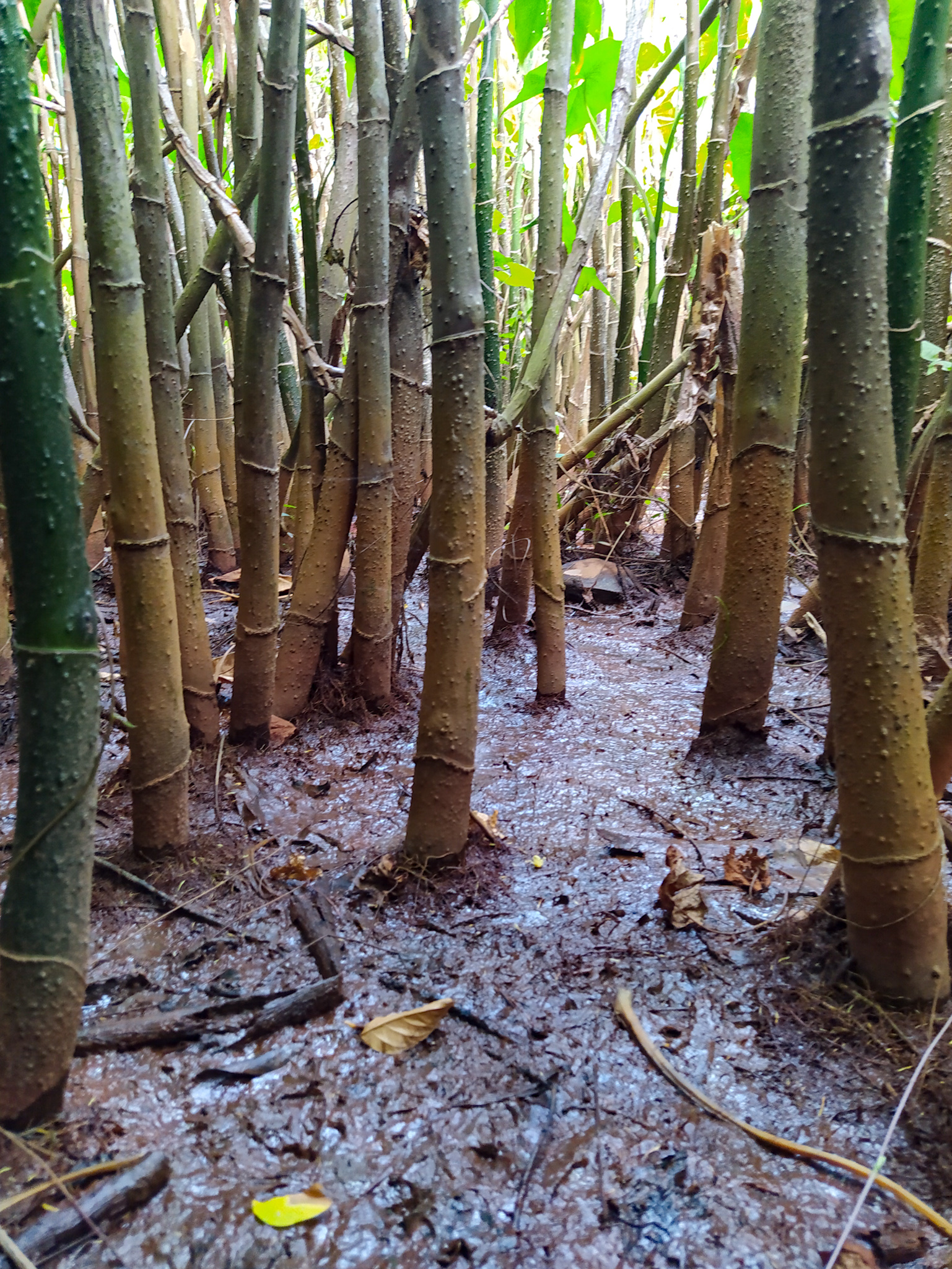
Pieds d'une population de Montrichardia arborescens
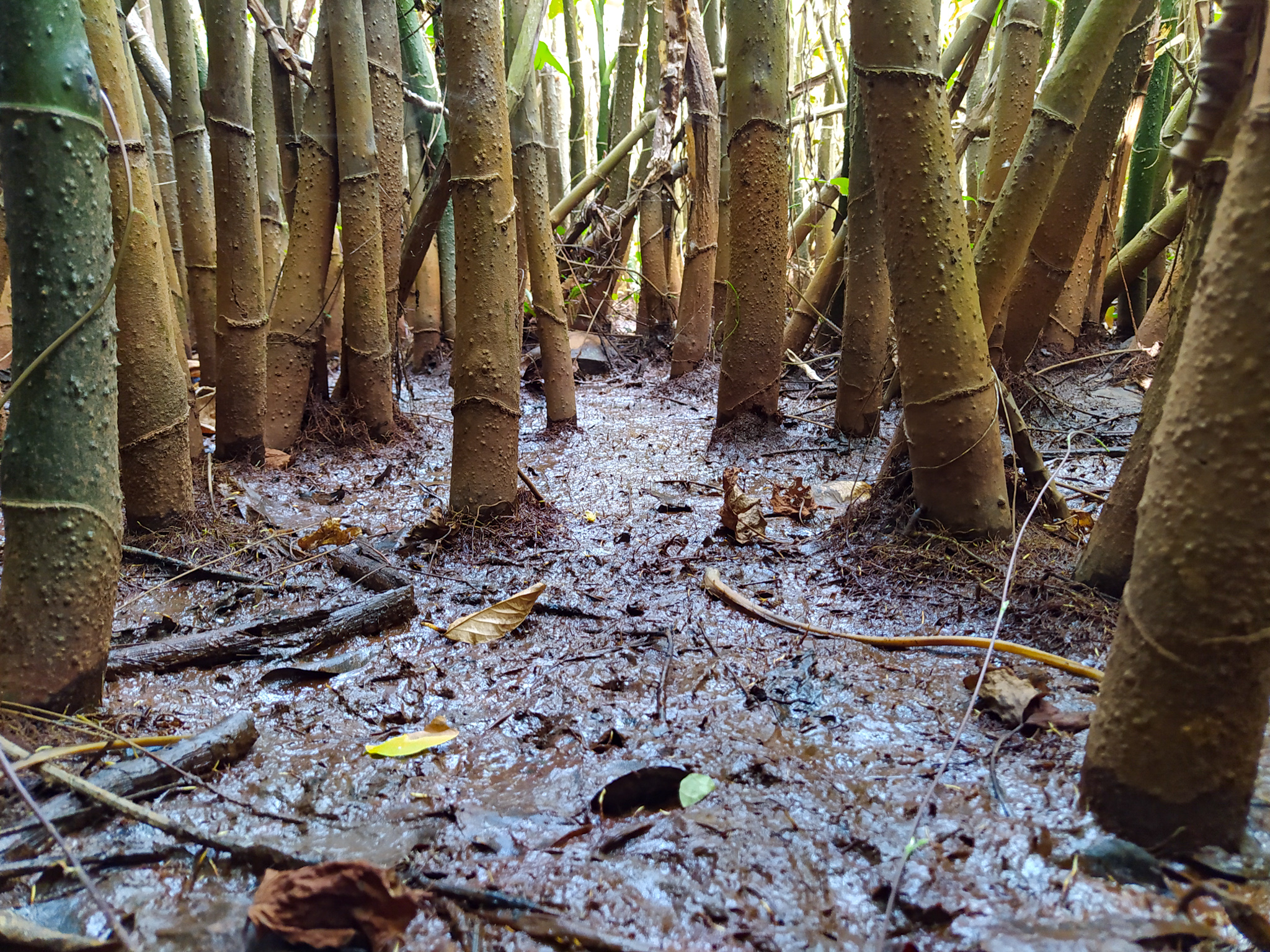
Pieds d'une population de Montrichardia arborescens
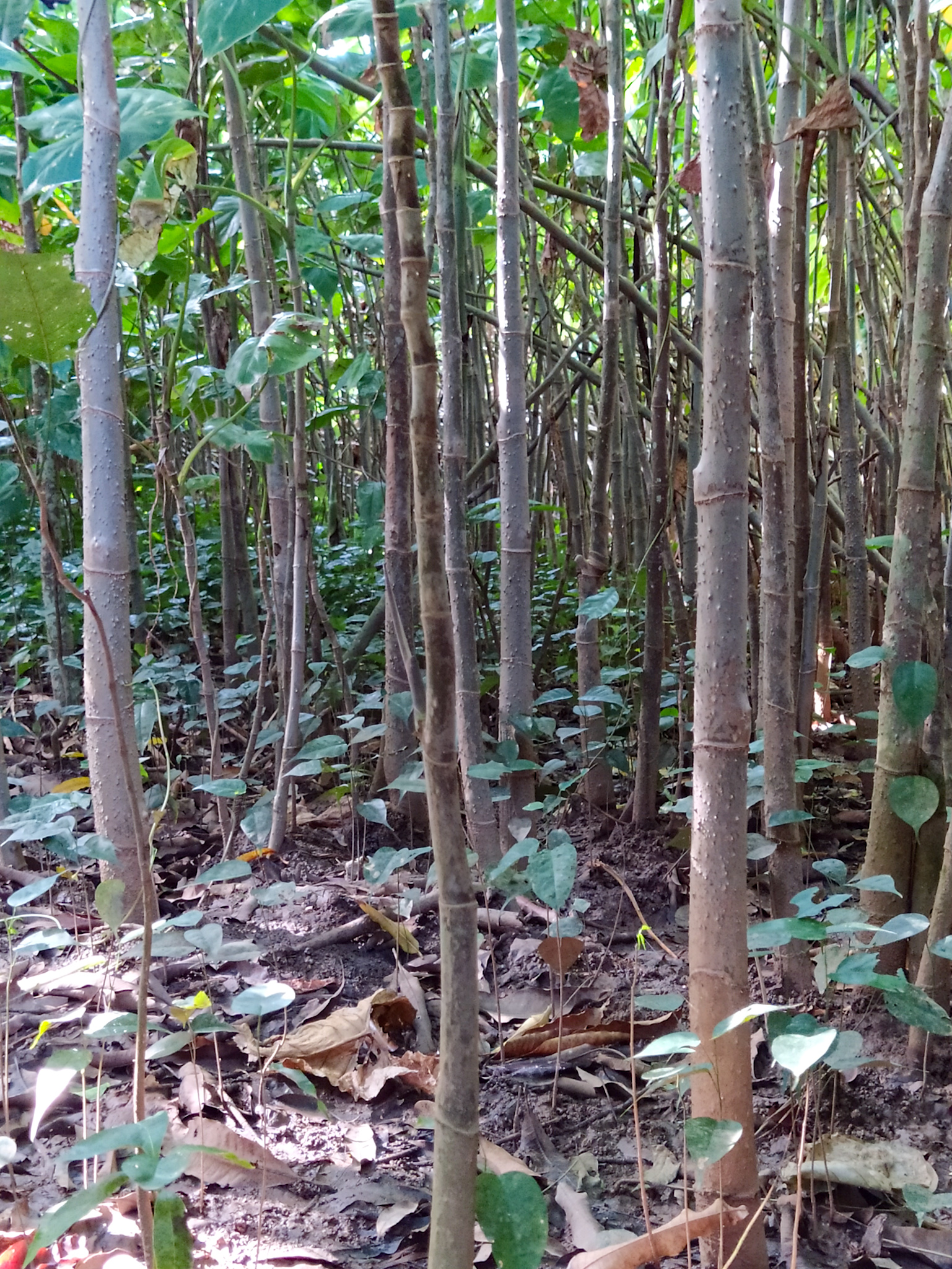
Pieds d'une population de Montrichardia arborescens
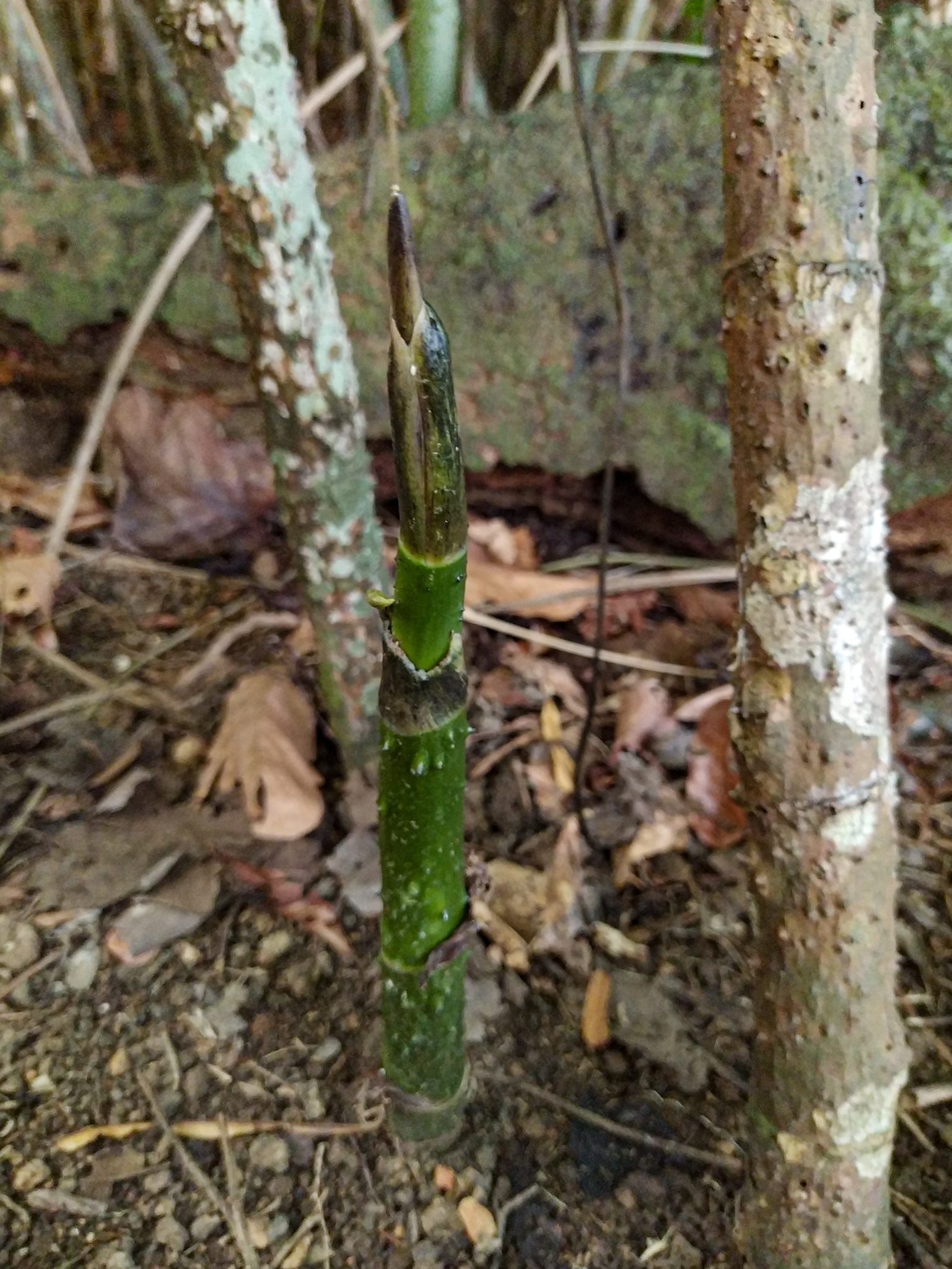
Jeune pied de Montrichardia arborescens
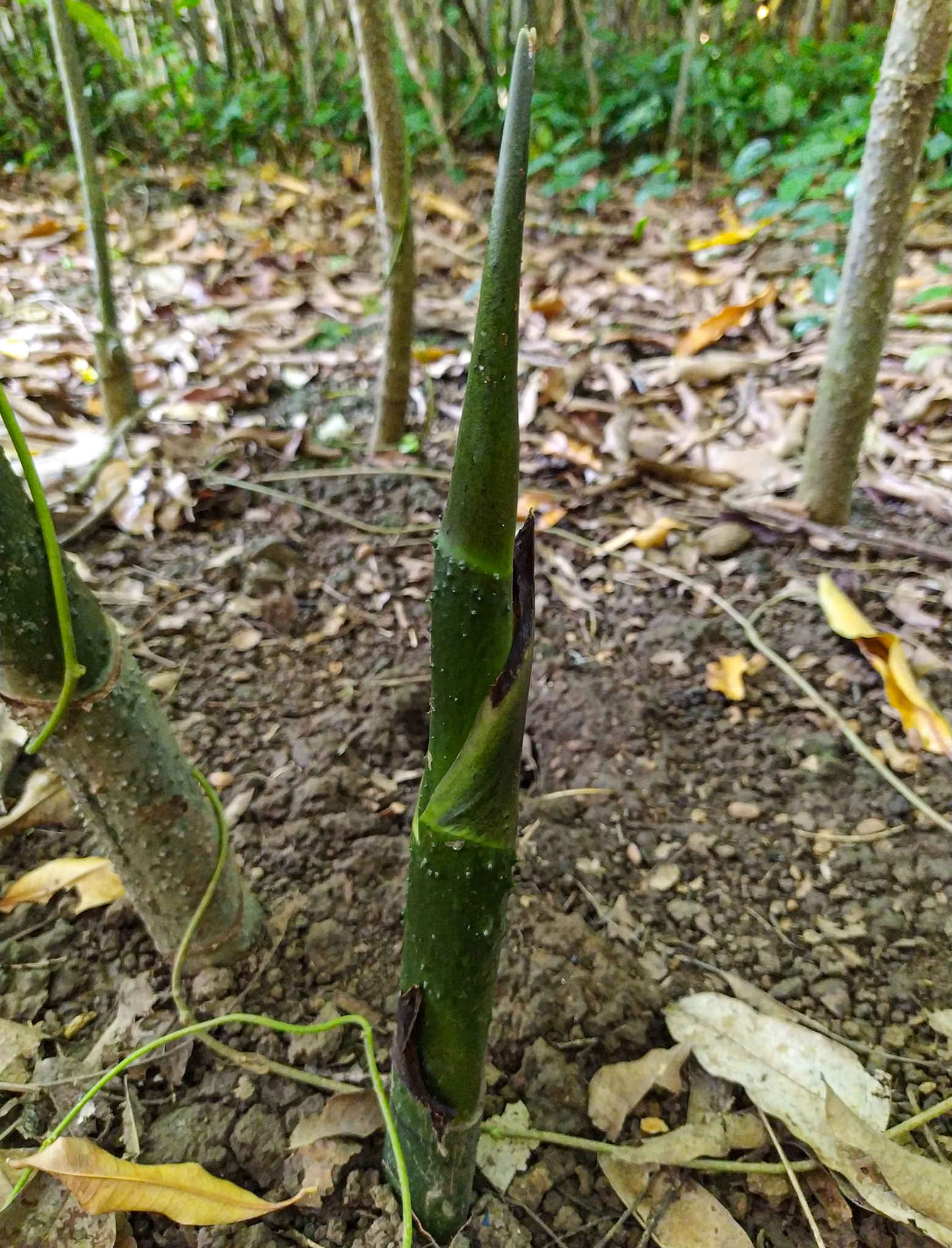
Jeune pied de Montrichardia arborescens
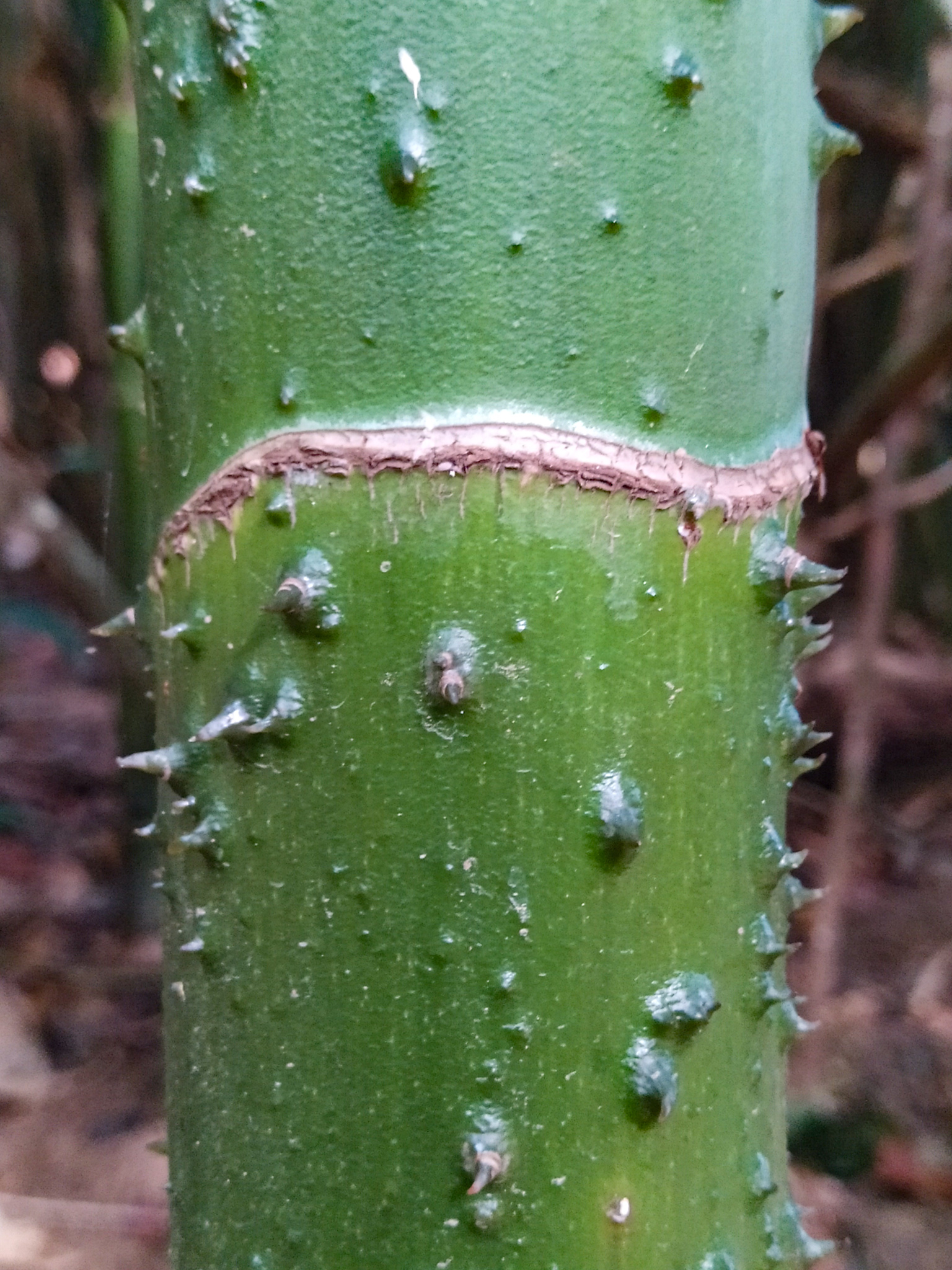
Tige de Montrichardia arborescens (détail)
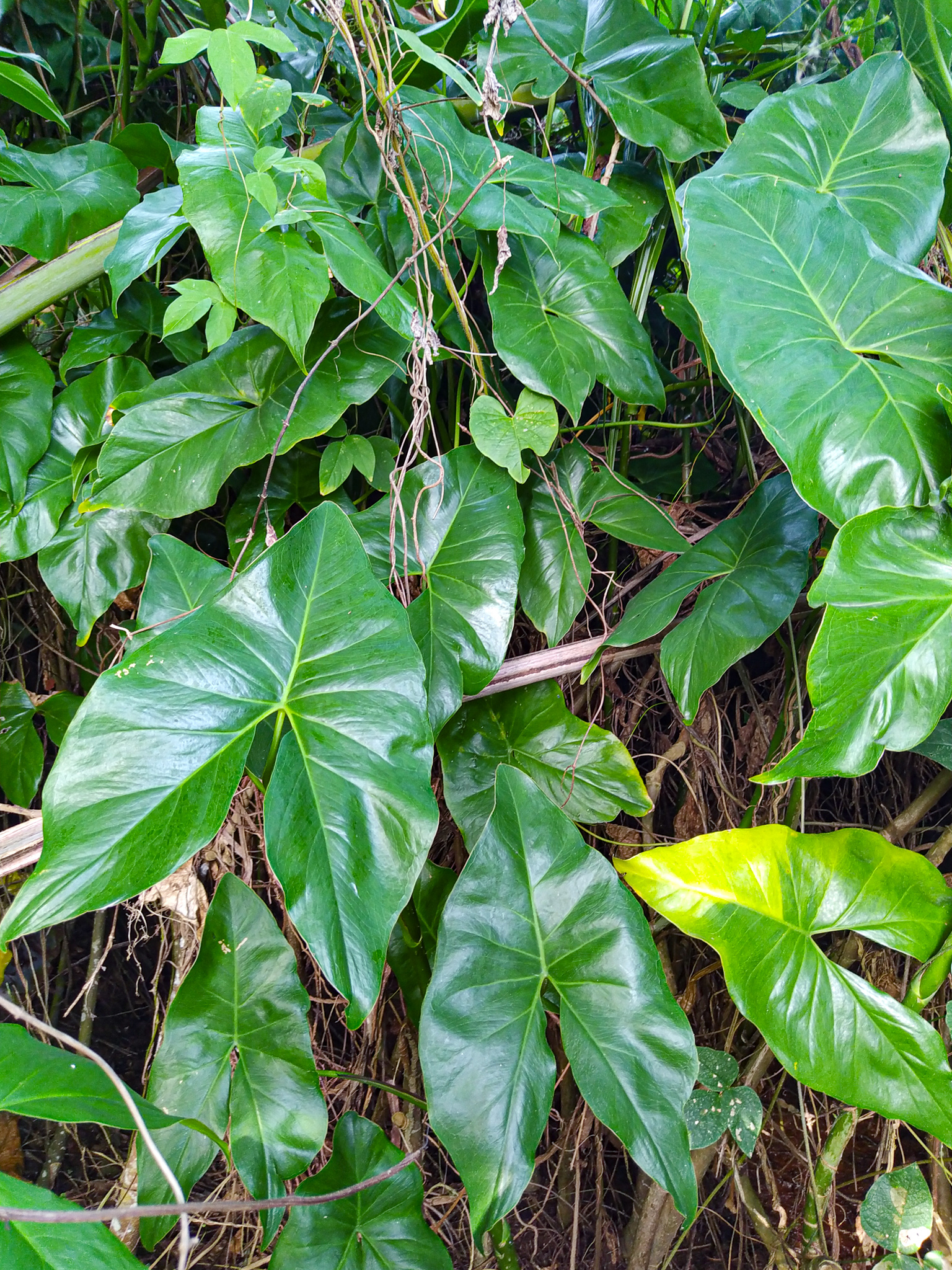
Feuillage de Montrichardia arborescens
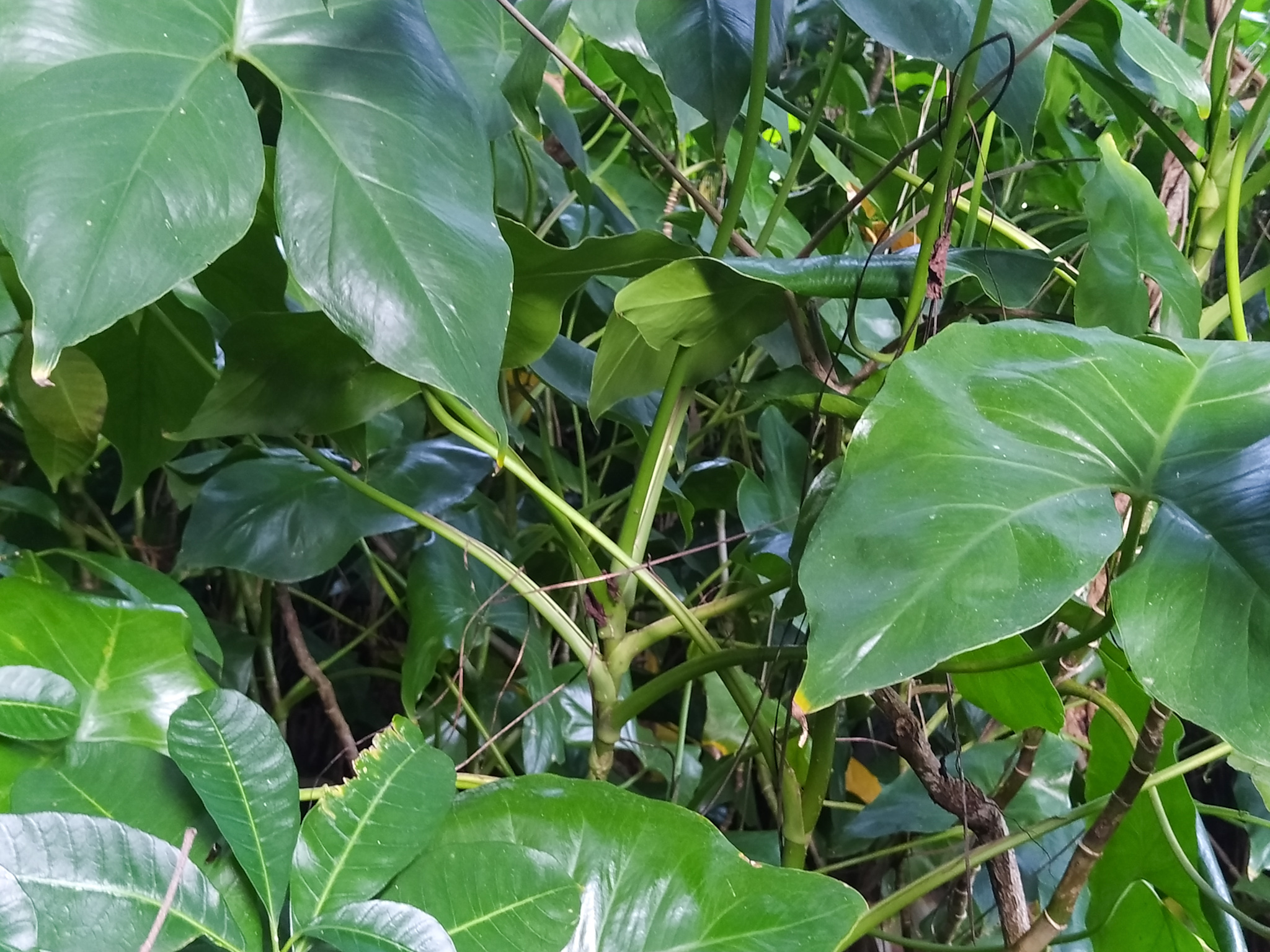
Feuillage de Montrichardia arborescens
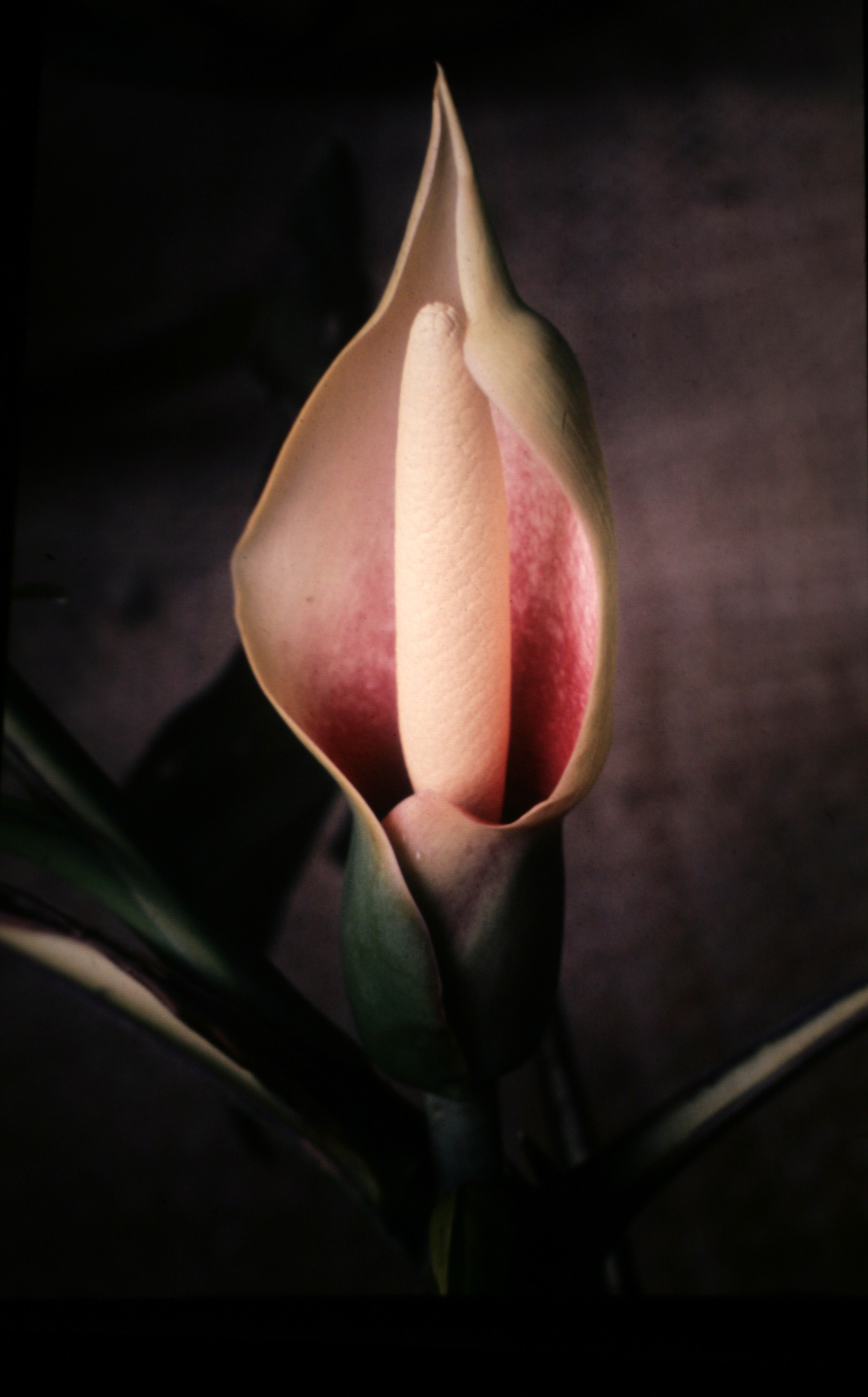
Inflorescence de Montrichardia arborescens au Suriname
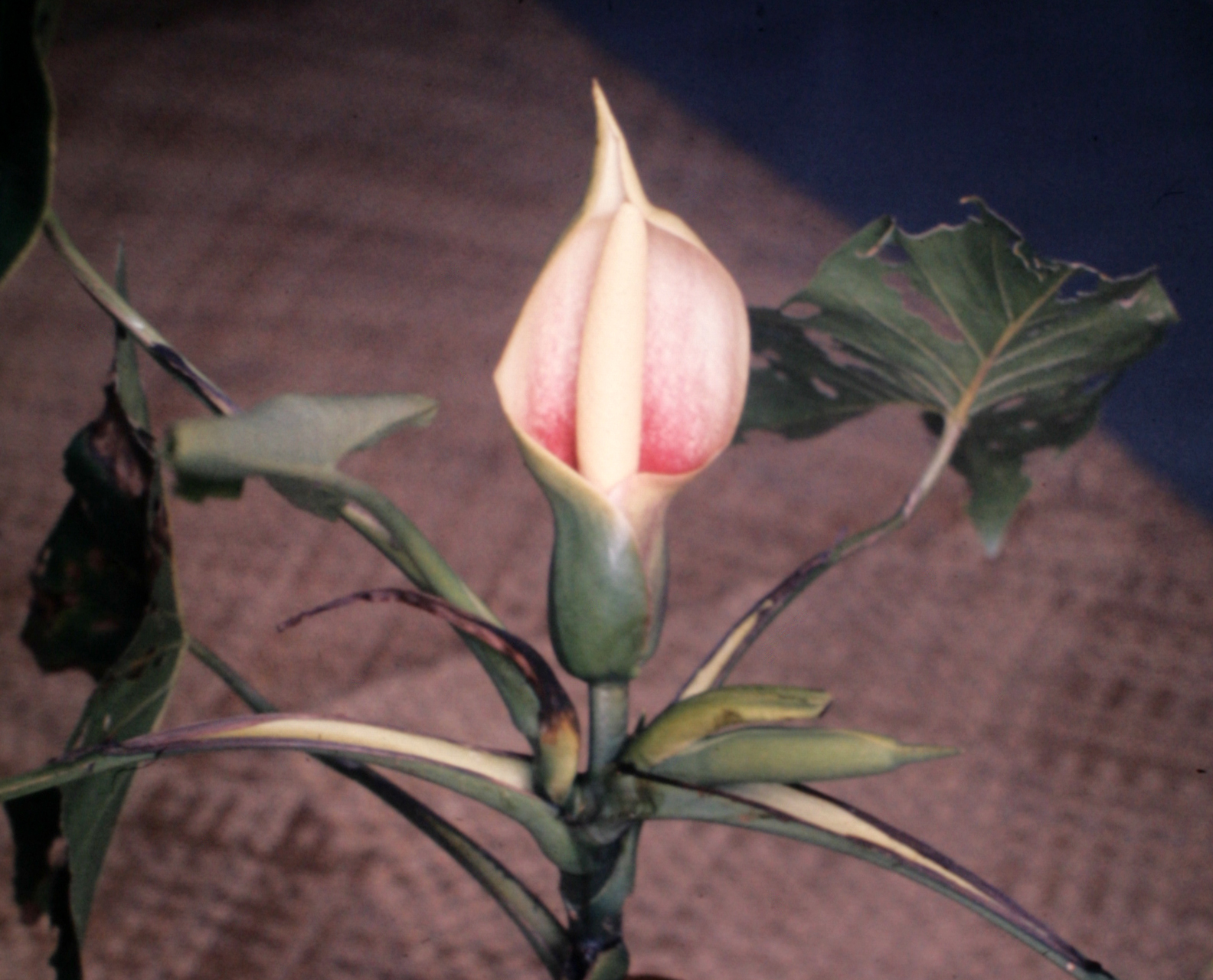
Inflorescence de Montrichardia arborescens au Suriname
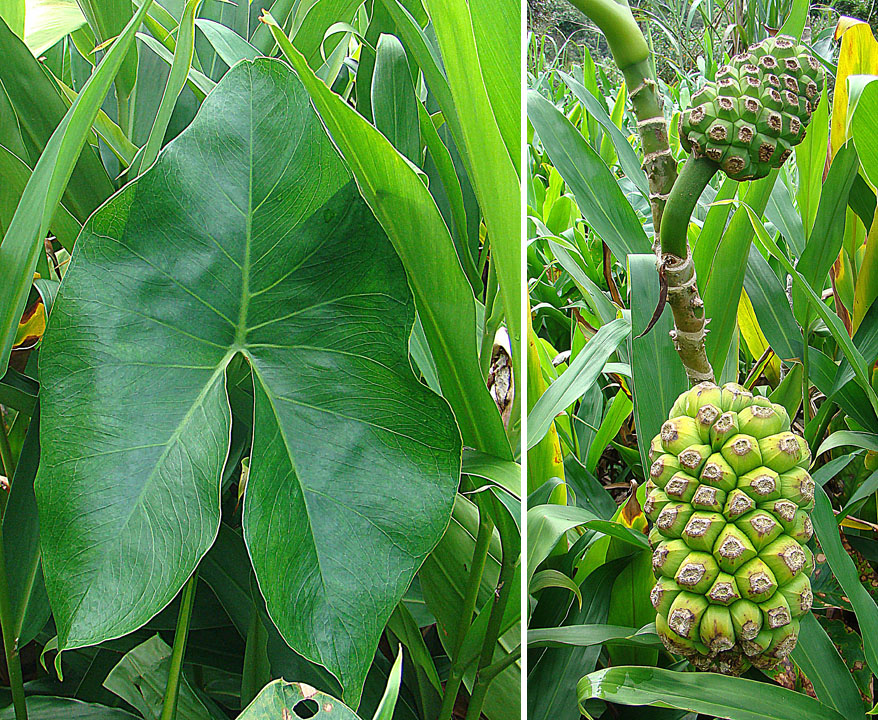
Feuillage et infrutescence de Montrichardia arborescens dans une mangrove du nord-ouest du Panama
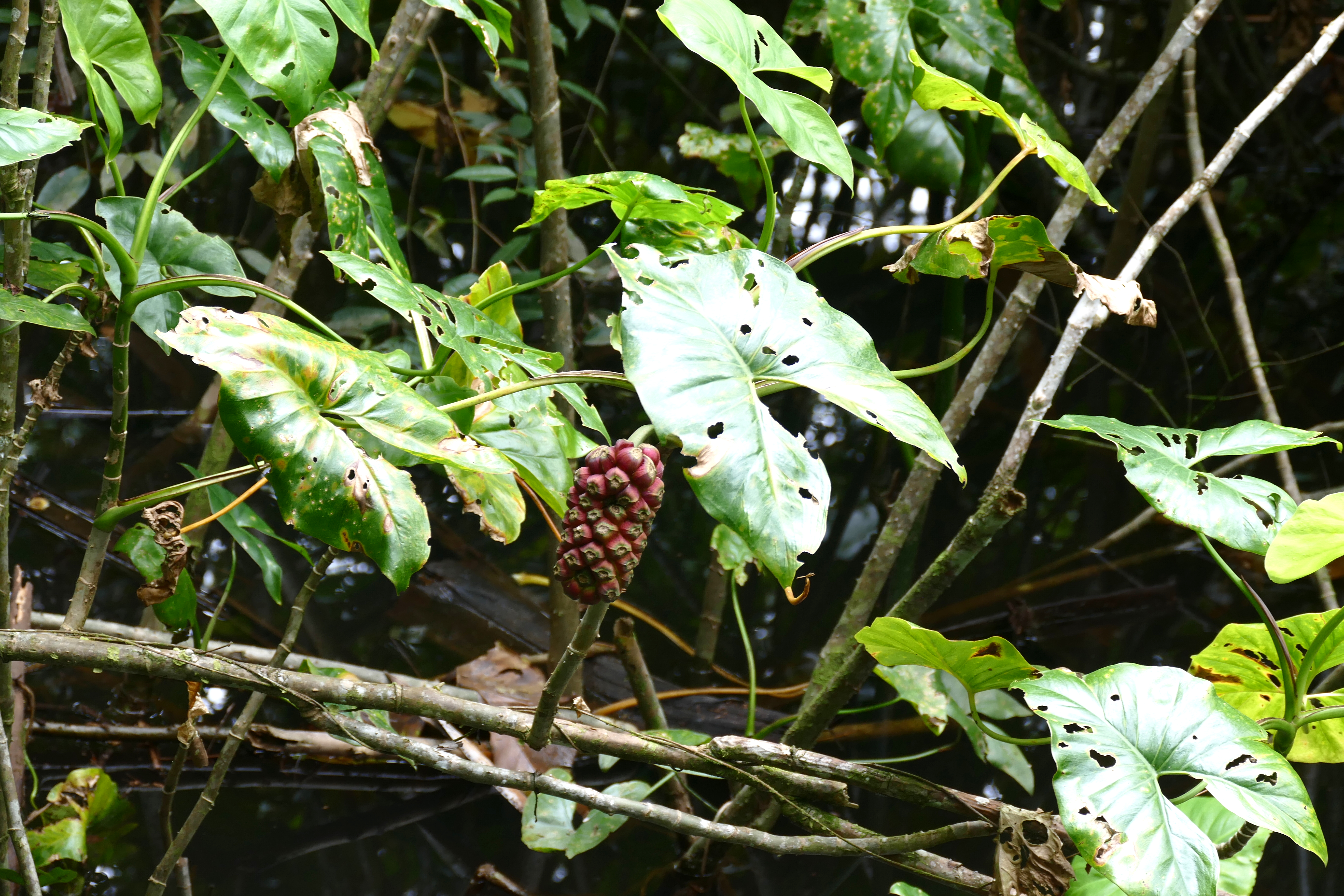
Infrutescence de Montrichardia arborescens au Zoo de Guyane (Macouria, Guyane)
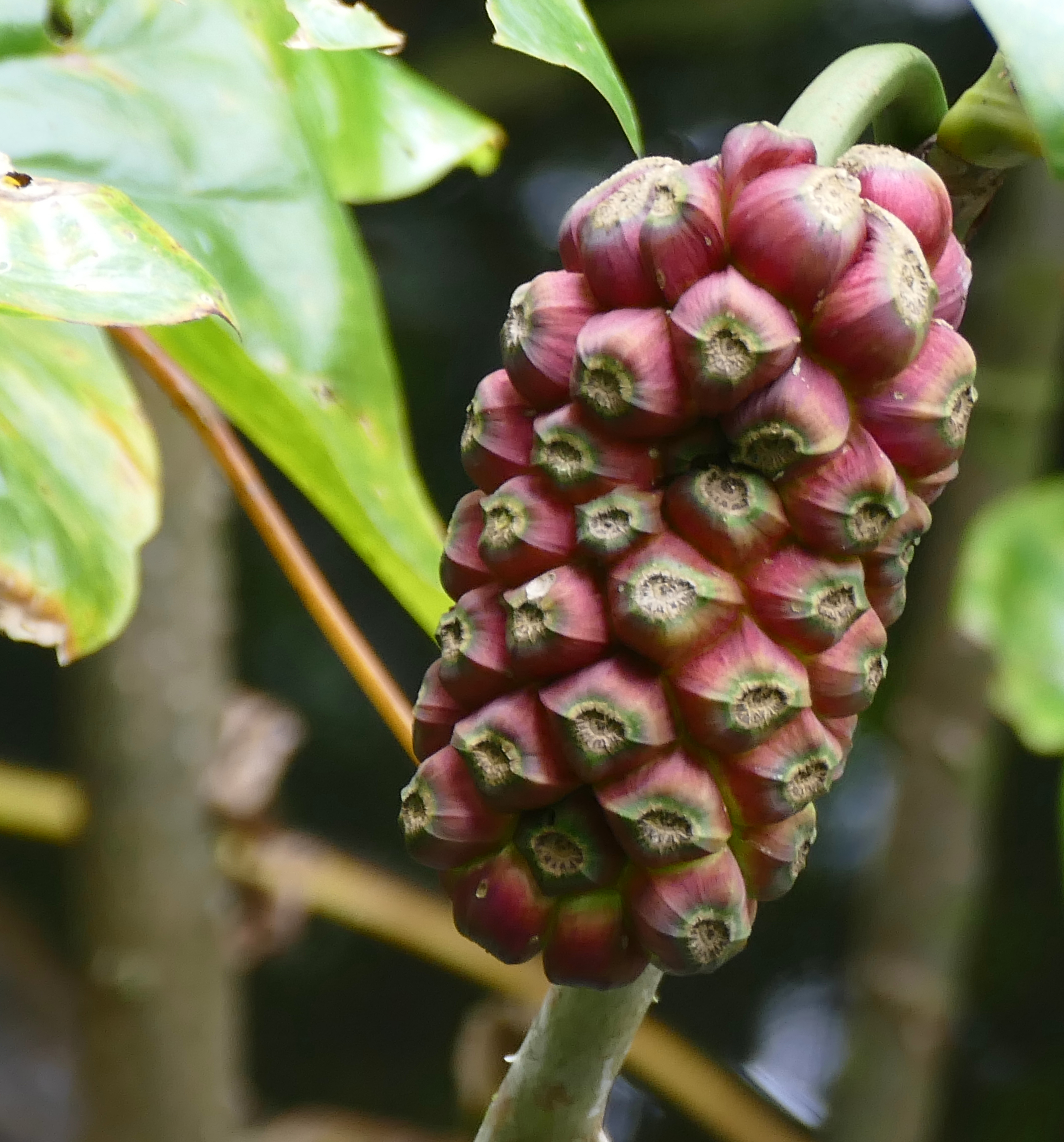
Infrutescence de Montrichardia arborescens au Zoo de Guyane (Macouria, Guyane)

## Répartition

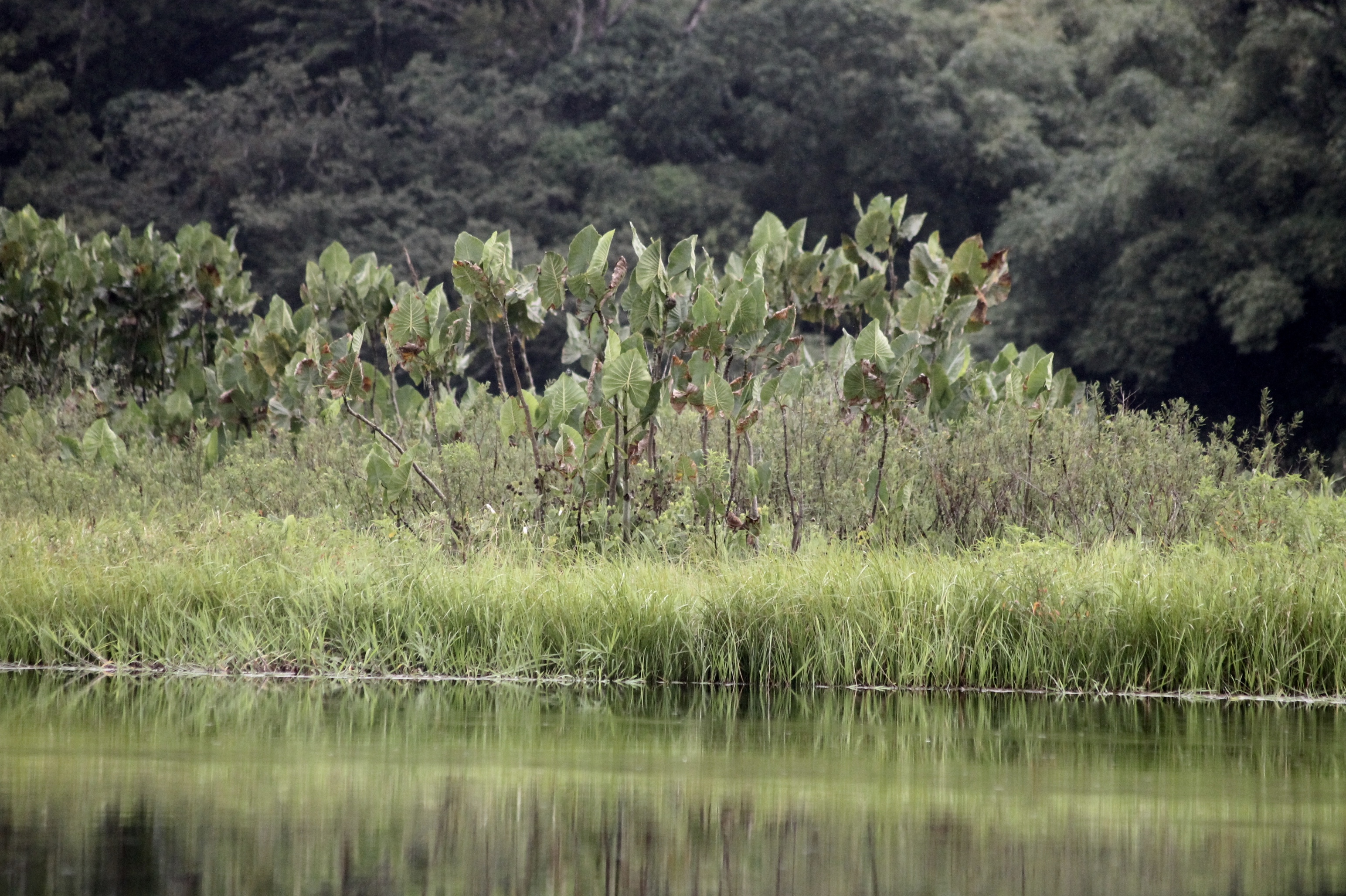
Population de Montrichardia arborescens dans les marais de Kaw (Guyane)

Montrichardia arborescens est largement distribué en Amérique centrale, au Mexique, à Porto Rico, aux Petites Antilles, à Trinidad et Tobago et dans le nord de l'Amérique du Sud, de la Colombie au nord du Brésil, en passant par le Venezuela, le Guyana, le Suriname, la Guyane, le Pérou.
Le Moucou-moucou est probablement la plante aquatique la plus commune de Guyane et du bassin amazonien On la rencontre très fréquemment notamment dans les marais de Kaw ou le long du fleuve Sinnamary.

## Écologie
Montrichardia arborescens est une plante herbacée, hélophyte (semi-aquatiques), robuste ou élancée, érigée, à tige simple, lisse ou piquante, qui peut former d'immenses populations monospécifiques souvent denses, généralement enracinées en eau profonde, au soleil ou à l'ombre.
On le rencontre généralement sur le littoral, dans les marais (Pripris), les savanes côtières marécageuses ou inondées, les canaux, les digues, les berges des cours d'eau, en eau douce ou saumâtre, et dans les forêts inondées de façon saisonnière, autour de 0–200 m d'altitude au Venezuela,.
Malgré de fortes différences anatomiques et taxonomiques, l'espèce fossile du Carbonifère supérieur Mesocalamites suckowii (Calamostachyaceae) a été comparée à Montrichardia arborescens en raison de similitudes morphologiques potentiellement liées à une écologie commune.
Les changements climatiques sévères attendus à l'avenir (cf. GIEC) pourraient avoir une influence négative sur l'accumulation de carbone chez M. arborescens.
Montrichardia arborescens a été étudié sous divers aspects :
- le développement de ses inflorescences[16],[17],
- la variabilité intra-populationnelle et les différences interspécifiques de leurs feuilles[18],
- la décomposition aérobie et anaérobie de ses glucides solubles et de ses polyphénols[19],
- l'émission de grandes quantités de gaz au cours de sa minéralisation anaérobie[20],
- le développement de ses semis[21],
- la structure de ses populations en Colombie et l'impact des activités extractives[22],
- les paramètres influençant sa répartition régionale[23],
- le rôle de l'hydrologie et de la géomorphologie du bassin versant, les caractéristiques de l'eau et la fertilité du sol, sur ses populations[24],
- la variation de ses formes foliaires selon sa répartition[8].

### ressource écosystémique

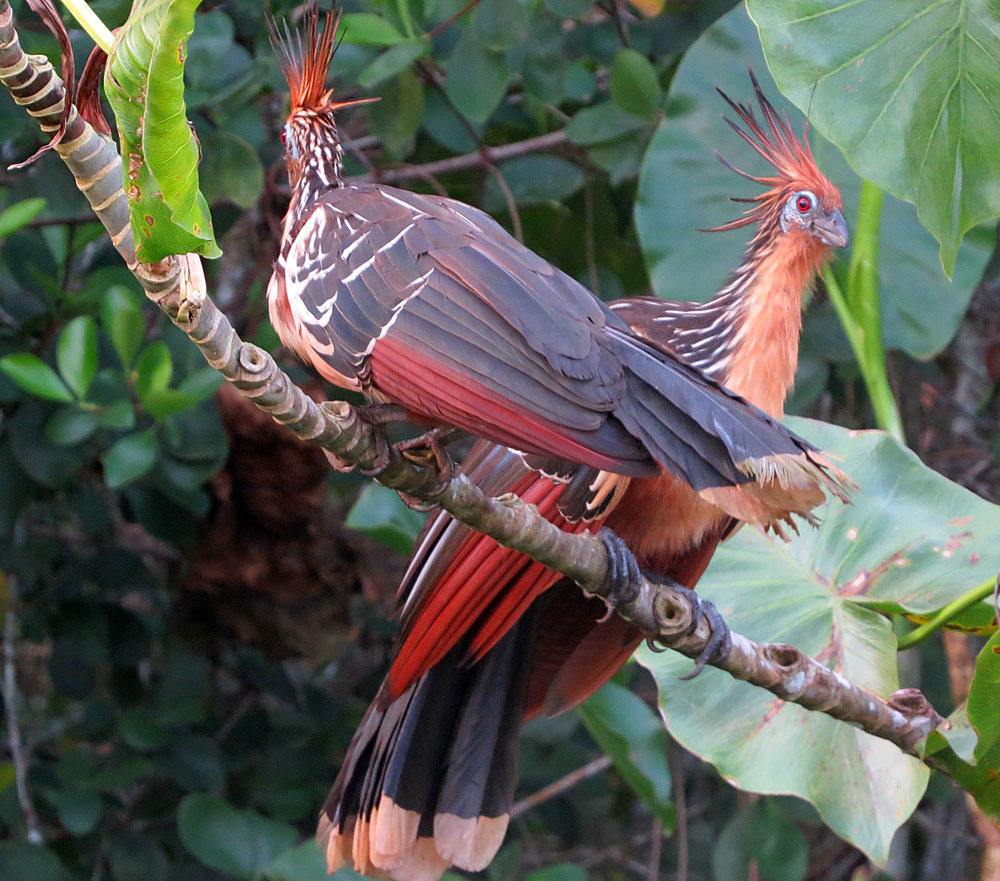
Hoazins perchés sur un pied de Moucou-moucou

Le Moucou Moucou (Montrichardia arborescens) tient une place importante dans l'habitat naturel et le régime alimentaire de l'Hoazin huppé (Opisthocomus hoazin).
Les feuilles ne peuvent être consommées dans les estuaires par les Lamantins.
Montrichardia arborescens est la principale plante hôte des chenilles d’Helicopis cupido Linneaus, 1758, papillon inféodé aux marais, mais aussi celles du rare Helicopis endymiaena (Hübner, 1819) (Riodinidae).
Les populations de Montrichardia arborescens constituent des refuges importants, notamment pour le poisson Piaractus brachypomus durant les inondations du bassin amazonien, un comportement exploité par les pêcheurs qui posent leurs filets au milieu de ces formations végétales inondées, et y capturent près de 20% de leur prise.
L'herbivorie sur Montrichardia est limitée par ses feuilles épaisses, leur grande surface foliaire, et la présence de composés chimiques et d'inclusions solides.

### architecture
La tige de Moucou-moucou, haute de 2 à 3 m en milieu ouvert (jusqu'à 5 à 6 m en zone refermée ou boisée), est défeuillée sur presque toute sa longueur, ne portant que quelques grandes feuilles assimilatrices à son sommet. Les tiges sont reliées entre elles par des stolons souterrains longs de 1 à 2 m pour 3 à 4 cm de diamètre.
Un pied de Montrichardia forme d'abord des tiges souterraines plagiotropes (stolons) qui deviennent ensuite aériennes et orthotropes, un stolon relais secondaire se développant au niveau du coude lorsque la tige se redresse.
Après floraison, la tige aérienne émet un relais de croissance au niveau de l'avant-dernière feuille assimilatrice et généralement un deuxième relais, sous l'avant-dernière feuille assimilatrice qui se nécrose.
M. linifera aurait sensiblement le même mode de croissance.

### pollinisation
Montrichardia arborescens présente un faible rapport Pollen/Ovule, ce qui peut être expliqué par la spécialisation et l'efficacité du mécanisme de pollinisation, qui constitue une interaction complexe entre l'action mécanique du spathe autour du spadice, durant une courte anthèse (étalée sur deux jours), avec production d'odeur (composée à 68% de triméthoxybenzène et à 19% de jasmone) et de diffusion de la chaleur selon un profil « diphasique » (le spadice chauffe deux fois au cours des deux soirées consécutives de l'anthèse sans élévation notable de température entre ces deux phases).
Les fleurs unisexuées attirent ainsi des coléoptères qui les pollinisent lorsqu'ils pénètrent dans l'inflorescence.
Dans la région de Kourou, les pollinisateurs sont des Dynastidae (Cyclocephala colasi, C. vestita, C. varians, Erioscelis proba, Aspidolea quadrata,). En Amazonie brésilienne, les inflorescences sont aussi parfois visitées par des abeilles Trigona et des orthoptères.
Une fois attirés, ces insectes généralement voraces demeurent dans la chambre florale de l'inflorescence en « broutant » les stigmates sans endommager les ovaires, jusqu'à l'émission du pollen.
L'attraction des pollinisateurs dans les inflorescences semble être le principal facteur limitant.
Ce mécanisme, moins élaboré que chez des espèces proches (résine, fleurs stériles, et organes de récompense des Philodendron et des Caladium), est compensé par la capacité de produire des graines par apomixie ou autopollinisation : la protogynie n'est que partielle (phases mâle et femelle se chevauchent), et l'inflorescence est autocompatible et pourra produire des graines même en l'absence d'insectes pollinisateurs (graines dont on ne connait néanmoins pas la vigueur).
Le spathe ne se referme pas à la fin de l'anthèse (qui donne l'impression de durer plus de 2 jours) ; seule sa partie supérieure déhiscente tombe au bout de 3 ou 4 jours (partie basale persistante protège les ovaires en maturation).
Le contact des grains de pollen avec l'eau entraîne un gonflement rapide de l'intine suivi d'une ouverture explosive de l'exine.

### dissémination et multiplication végétative
Les baies charnues de Montrichardia arborescens sont consommées directement sur la plante par des oiseaux, ou bien tombent à l'eau et sont alors principalement disséminées par hydrochorie (les fruits peuvent parcourir librement plusieurs centaines de mètres sur l'eau).
Les poissons joueraient cependant aussi un rôle actif dans la dissémination des graines.
En Guyane, on a retrouvé des graines dans l'estomac du poisson omnivore Anvou Parauchenipterus galeatus (Siluriforme).
D'autres poissons comme le Coulan Hoplerythrinus unitaeniatus (en) ou le Patagaye (Hoplias malabaricus) consommeraient les fruits et rejetteraient la graine).
En Amazonie brésilienne, les fruits de Montrichardia arborescens représentent 5 à 8 % du régime alimentaire de Colossoma macropomum et Piaractus brachypomus (Pacu frugivores d'intérêt économique), et 90 à 100% des graines consommées restent intactes après être passées dans leur système digestif, ce qui fait de ces poissons des disperseurs potentiels.
Une fois les plantules germées, la plante se multiplie végétativement par ses rhizomes partant de façon radiaire, du centre initial d'implantation pour croître vers la périphérie par stolons, et formant ainsi un nouveau massif d'individus clonaux, très résistants aux conditions environnementales (ex : production rapide de nouveaux rejets après une coupe ou un brûlis à Kaw).
Cette dynamique d'expansion serait influencée par une combinaison de facteurs biologiques et anthropo-historiques.

### espèce proliférante
Les habitants de la région de Kaw sont préoccupés par l'expansion des populations de Montrichardia linifera et M. arborescens dans les savanes inondables : la superficie des savanes occupée par les Montrichardia est passée de moins de 5 % en 1951, à plus de 30 % en 2008.
Cette prolifération gêne la pêche et l'élevage, et diminue la surface des zones de savanes flottantes, nécessaires à la reproduction de nombreuses espèces animales. Montrichardia linifera y serait néanmoins beaucoup plus proliférantes que M. arborescens (comme cela a aussi été constaté au Brésil,).

## Utilisations

### alimentation
L'infrutescence de Montrichardia arborescens est comestible.
Dans le Delta Amacuro (Venezuela), l'infructescence est grillée et les graines sont consommées comme des châtaignes.
Ces graines peuvent âtre consommées cuites ou grillées et leur saveur se rapprocherait de celle des graines de châtaignier pays.
On consommerait aussi les rhizomes de Moucou Moucou au Paraguay et en Argentine, (cette espèce est néanmoins censée être absente de ces pays).
Les aroïdes tels que M. arborescens servent depuis longtemps de base alimentaire pour de nombreuses populations tropicales à travers le monde. Les aracées peuvent fournir des cultures nutritives à haut rendement qui peuvent être des substances pour des régimes alimentaires spécialisés.

### usages technologiques
Diverses communautés des fleuves emploient les tiges de Montrichardia arborescens pour confectionner des radeaux de transports temporaires.
Cette technique de construction de radeau de fortune est aussi présentée dans les formations et manuels de survie.
Les fibres de la tige peuvent être utilisées pour fabriquer des cordes.
On a étudié le potentiel de la pulpe de Montrichardia arborescens pour la fabrication de pâte à papier en Colombie.
Une extraction caustique à chaud puis plusieurs cuissons acides à chaud (120 °C), suivies de rinçages, permettent d'extraire à partir de toute partie aérienne une pâte à papier de qualité, avec des fibres longues de 1,7 à 1,9 mm pour 29 à 33 µm de diamètre (34 % de cellulose, 25 % d'hémicellulose, 17% de lignine), pour un produit final présentant de bonnes qualités de résistance.
À partir de 100 kg de plantes, les rendements permettent d'obtenir 6,3 kg de matière sèche et 3,4 kg de pâte à papier.
Un brevet a été déposé aux États-Unis en 2010.

### pharmacopée
Au Suriname, le jus laiteux de la tige est utilisé pour soigner les coupures externes profondes et contre les saignements de nez
Sa sève est largement et anciennement connue pour ses propriétés caustiques et peut provoquer des dermatites. Elle est néanmoins utilisée contre les saignements de nez, les yeux endoloris, et le traitement des ulcères (cataplasmes). Les racines et les feuilles séchées peuvent également être prises pour soulager l'hypertension.
les Créoles guyanais préparent un breuvage réputé efficace contre le diabète à partir de morceaux de tiges de Moucou Moucou.
Un remède comparable associant des feuilles de manguier a été mentionné chez les Amérindiens du nord-ouest du Guyana.
Montrichardia arborescens présente des propriétés dans le traitement de l'hypertension. Ses composés phytochimiques antidiabétiques peuvent être utilisés en combinaison avec des traitements conventionnels, ce qui permettrait de réduire la dose de médicaments antidiabétiques synthétiques, et les effets secondaires associés.
La racine de Montrichardia arborescens est considérée comme un purgatif drastique.
Créoles et Palikur de Guyane emploient Montrichardia arborescens pour guérir les piqûres de raies et soigner les morsures de serpent.
Les cendres extraites des feuilles brûlées, ou bien la moëlle du pétiole ramolli au feu, est appliqué sur la piqûre, seul ou mêlé à du jus de citron chez les Palikur.
Les Amérindiens du nord-ouest du Guyana usent d'une préparation proche pour soigner les morsures de serpent et les piqûres de raie et de scorpion.
Les Caboclos de la région de Santarém utilisent aussi Montrichardia arborescens pour soigner les piqûres de raie et de scorpion.
Chez les Wayana d'Antécume-Pata, la feuille, l'écorce ou la cendre de feuilles mortes de Montrichardia arborescens sont fréquemment appliquées directement sur les piqûres.
Chez les Palikur, la décoction de feuilles tombées et de trois bourgeons secs est bu ou mélangé avec de la chandelle molle et la sève de Virola surinamensis appliqué en cataplasme, pour soigner les hernies.
Les feuilles et bourgeons de Montrichardia arborescens entrent (avec Varronia curassavica) dans la préparation d'un cataplasme vulnéraire, pour soigner les contusions.
Le jus extrait des feuilles de Montrichardia arborescens est employé dans le traitement des cors et des verrues, et est mélangé à de la farine de manioc pour soigner les furoncles.
En Amazonie, la sève caustique est appliquée sur les ulcères, les compresses de décoction de feuilles servent au tritement la goutte, et les cataplasmes de feuilles soignent les abcès,.
Le Moucou moucou est réputé en Guyane, tant chez les Créoles guyanais que chez les Marrons, pour ses propriétés aphrodisiaques comme « grossissantes » : la sève caustique, irritante et inflammatoire appliquée directement sur le pénis est censée le faire enfler. Cette pratique est cependant discutée au vu du ratio bénéfice/risque.

Notons que les vieilles feuilles de Montrichardia linifera sont employées dans le bassin Amazonien en médecine traditionnelle, comme thé antidiurétique (considéré toxique, surtout pour les personnes en consommant plus d'un litre par jour, en raison de sa forte teneur en manganèse).

### autres
La sève, bien connue pour être irritante, est frottée sur les mains et les jambes chez les Palikur, comme protection contre les décharges d'anguilles électriques.
Les baies et les infrutescences peuvent servir d'appâts pour pêcher les poissons.
Le jus serait aussi employé dans des pratiques chamaniques.

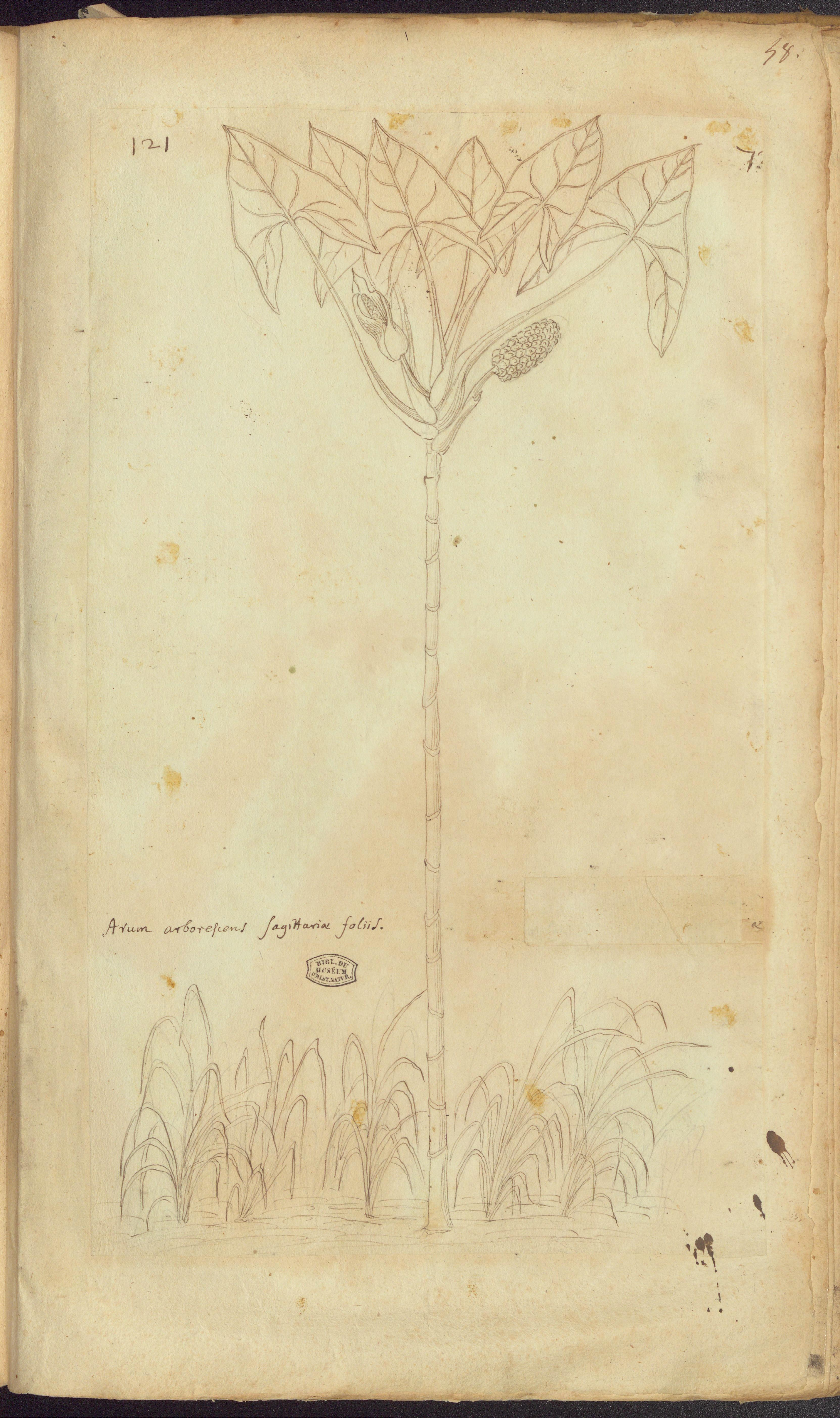
planche originale manuscrite dessinée par Plumier dans la région des Caraïbes (1689–1697)
« Arum arboreſcens ſagittariæ foliis ».

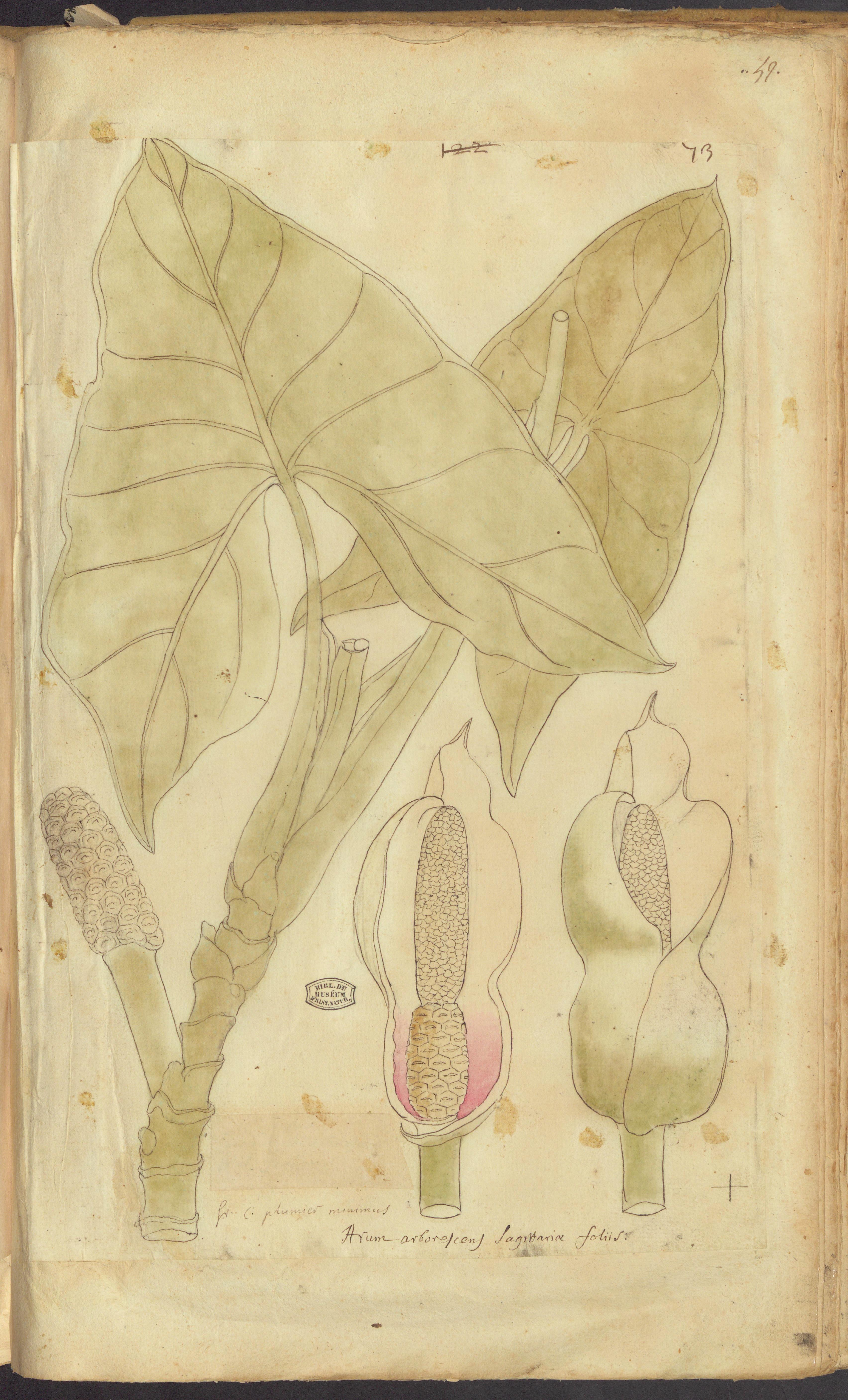
planche originale manuscrite dessinée par Plumier dans la région des Caraïbes (1689–1697)
« Arum arboreſcens ſagittariæ foliis ».

## Histoire naturelle
En 1741, dans son ouvrage sur la Guyane, le naturaliste Pierre Barrère le nommait ainsi :
« ARUM arboreſcens ſpinoſum : Moucou. »
— Pierre Barrère, 1741.
En 1775, le botaniste Aublet rapporte ceci dans sa flore de Guyane : 
« ARUM ( arboreſcens ) cauleſcens, rectum ; foliis ſagittatis. Lin. Spec. 1 371.
Arum arboreſcens, ſagittariæ foliis. Plum. Cat. 4. Amer. fig. 44. tab, 60 & 51. fig. g.
Aninga-Iba. Pison. lib. IV. cap. LXX.
Nomen Caribæum MOUCOU-MOUCOU. »
— Fusée-Aublet, 1775.